# Lamyctes tolucanus
Lamyctes tolucanus är en mångfotingart som beskrevs av Chamberlin 1943. Lamyctes tolucanus ingår i släktet Lamyctes och familjen fåögonkrypare. Inga underarter finns listade i Catalogue of Life.